# Valdemorillo de la Sierra
Valdemorillo de la Sierra község Spanyolországban, Cuenca tartományban. Valdemorillo de la Sierra Campillos-Sierra, Cañete, Pajaroncillo, Pajarón, Cañada del Hoyo és La Cierva községekkel határos. Lakosainak száma 56 fő (2024).

## Népesség
A település népessége az utóbbi években az alábbiak szerint változott:
| Lakosok száma | 94   | 81   | 88   | 81   | 87   | 80   | 77   | 59   | 56   | 56   |
|               | 2001 | 2004 | 2006 | 2009 | 2011 | 2014 | 2016 | 2019 | 2021 | 2024 |